# Disney Wonder
Die Disney Wonder (dt. Wunder) ist ein Kreuzfahrtschiff der Reederei Disney Cruise Line. In Technik, Gestaltung und der Konzeption als Kreuzfahrtschiff für Familien mit Kindern entspricht sie weitgehend ihrem Schwesterschiff Disney Magic und wurde wie diese im Schiffsregister der Bahamas eingetragen.

## Geschichte

### Bau und Indienststellung
Die Disney Wonder ist das zweite Neubauprojekt der Reederei, das auf der Fincantieri-Werft gebaut wurde. Im Gegensatz zur Disney Magic entstand die Disney Wonder mit der Baunummer 5990 als Einheit komplett in Marghera bei Venedig. Die Überführung von der Werft zum Basishafen Port Canaveral fand zwischen dem 14. Juli und dem 2. August 1999 statt. Das Schiff wurde von Tinker Bell getauft. Damit wurde erstmals eine animierte Disney-Figur als Taufpate eines Schiffes ausgewählt. Am 15. August 1999 lief die Disney Wonder zu ihrer ersten Kreuzfahrt aus.

### Einsatz
Die Disney Wonder wurde zunächst hauptsächlich für Kreuzfahrten in der Karibik eingesetzt. Nach der Indienststellung der Disney Dream wird sie in erster Linie für Kreuzfahrten entlang der Westküste der USA und Kanadas, nach Hawaii und zu den Bahamas eingesetzt.